# Parendacustes pictus
Parendacustes pictus är en insektsart som beskrevs av Lucien Chopard 1924. Parendacustes pictus ingår i släktet Parendacustes och familjen syrsor. Inga underarter finns listade i Catalogue of Life.